# Золотусский, Пётр Аронович
Пётр Аронович Золотусский (1896—1967) — советский разведчик.

## Биография
Родился 26 апреля 1896 года в местечке Тетиев Киевской губернии в еврейской семье, в которой было пятеро детей. Отцом семейства был владелец торговой лавки Арон Мордкович Золотусский.
В 1913 году уехал в Палестину, где в 1914 году вступил в партию «Рабочие Сиона». В 1915 году переехал в Египет, работал в Александрийском порту.
Осенью 1916 года Золотусский поехал за океан — в Соединённые Штаты Америки. Работал в Детройте на автомобильном заводе Форда. Уже после Октябрьской революции, в январе 1919 года, через Владивосток вернулся в Россию. В том же году вступил  в РКП(б) и пошёл служить в Красную армию. В годы Гражданской войны находился на Украине. Был комендантом города Белая Церковь, с 1920 года работал в Одесской ЧК.
В 1924 году окончил восточное отделение Военной академии РККА и был назначен резидентом СССР в Эрзеруме (Турция). Служил в Разведывательном управлении штаба РККА. Служил на Дальнем Востоке, был секретарём консульства СССР в Осаке.
Около 1926 года Пётр Золотусский был переведён в Иностранный отдел ОГПУ. С февраля по май 1927 года (до разрыва дипломатических отношений с Великобританией) — легальный резидент ИНО в Лондоне.
По данным эмигрантской печати, с 1930 года работал под прикрытием в Нью-Йорке (в должности сотрудника Амторга).
В августе 1937 года был арестован в Москве и обвинен в шпионаже. Находился под следствием в Лефортовской и Бутырской тюрьмах. 3 апреля 1938 года был приговорён к восьми годам ИТЛ «за шпионаж» и направлен в Красноярский край. C 1941 по 1945 годы находился в лагере около Котласа. В 1945 году был освобождён и направлен на постоянное место жительства в Ульяновскую область, где работал руководителем леспромхоза.
В 1951 году Золотусский был снова арестован по обвинению в антисоветской агитации и сослан в Красноярский край, работал в деревне Почеп. По постановлению Военной Коллегии Верховного Суда СССР от 31 марта 1956 года был освобождён, реабилитирован и приехал жить в Москву.
Умер в 1967 году. Был кремирован, урна с прахом установлена в нише стены Новодевичьего кладбища.

## Семья
Сын — литературний критик Игорь Золотусский.